# Makhosini Dlamini
O Príncipe Makhosini Jaheso Dlamini (1914 – 28 de abril de 1978) foi Primeiro Ministro de Essuatíni de 16 de maio de 1967 a 31 de março de 1976.
Dlamini também foi ministro das Relações Externas do país de 1968 a 1970.

## Honras
- Medalha Comemorativa do 2500º aniversário da fundação do Império Persa (Império do Irã, 14 de outubro de 1971).[1]